# گریسی آبرامز
گریسی مدیگان آبرامز (زاده ۷ سپتامبر ۱۹۹۹) خواننده و ترانه‌سرای آمریکایی است. او با اینترسکوپ رکوردز قرارداد امضا کرد تا دو آلبوم توسعه یافته، مینور (۲۰۲۰) و این همان طوری است که احساس می‌شود (۲۰۲۱) را منتشر کند. آبرامز پس از اجرای اولین آلبوم در تور ترش اولیویا رودریگو، اولین آلبوم استودیویی خود را با نام رهایی خوب (۲۰۲۳) منتشر کرد که به‌طور متوسط وارد بیلبورد ۲۰۰ شد. وی در شصت و ششمین مراسم جایزه گرمی نامزد بهترین هنرمند جدید شد. در اواخر سال ۲۰۲۳، تک‌آهنگ «همه‌چیز، همه‌جا» او (به همراه نوح کاهان) تبدیل به اولین ورود او به بیلبورد هات ۱۰۰ شد.

## اوایل زندگی و تحصیل
آبرامز متولد و بزرگ شده در شهرستان لس آنجلس، کالیفرنیا است، او دختر جی. جی. آبرامز، کارگردان سینما، و کتی مک‌گراث، تهیه‌کننده سینما و تلویزیون است. خانواده پدرش یهودی هستند، در حالی که پیشینه مادرش کاتولیک ایرلندی است. او دو برادر دارد، یک برادر بزرگتر هنری و دیگری برادر کوچکتر اوت.
او در سن جوانی به موسیقی علاقه‌مند شد و از هشت سالگی شروع به ترانه‌سرایی کرد. او در مدرسه دختران آرچر در غرب لس آنجلس شرکت کرد. آبرامز پس از فارغ‌التحصیلی از دبیرستان در سال ۲۰۱۸، روابط بین‌الملل را در کالج بارنارد در نیویورک تحصیل کرد، اما پس از سال اول خود استراحت کرد تا بر موسیقی تمرکز کند.

## حرفه

### ۲۰۱۹–۲۰۲۲: «مینور» و «این همان طوری است که احساس می‌شود»
در اکتبر ۲۰۱۹، آبرامز اولین تک آهنگ خود، «منظورم هست» را از طریق اینترسکوپ رکوردز منتشر کرد. در ۱۴ ژوئیه ۲۰۲۰، آبرامز اولین آلبوم چندآهنگه خود «مینور» را منتشر کرد. او در این آلبوم با تهیه‌کننده‌هایی چون جوئل لیتل و بلیک اسلتکین همکاری کرد. این آلبوم توسط تک آهنگ‌های مختلف، از جمله «دلم برایت تنگ شده، متاسفم» حمایت شد. در ۲۴ مارس ۲۰۲۱، آبرامز در کنار بنی بلانکو در «یادنگرفته» ظاهر شد. در ماه مه، آبرامز تک‌آهنگ مستقل «خرابش کنم» را منتشر کرد. در اکتبر ۲۰۲۱، آبرامز آلبوم چندآهنگه بعدی خود را با نام «این همان طوری است که احساس می‌شود» اعلام کرد که در ۱۲ نوامبر ۲۰۲۱ منتشر شد. قبل از انتشار، تک‌آهنگ‌های «حس می‌شود» و «راکلند» وجود داشت. آبرامز راکلند را به همراه آرون دسنر تهیه کرد. در حمایت از ئی‌پی، او تور این همان طوری است که احساس می‌شود را آغاز کرد که در ۲ فوریه ۲۰۲۲ در سالت لیک سیتی آغاز شد و در ۳۱ می ۲۰۲۲ در استکهلم به پایان رسید. آبرامز همچنین در بسیاری از افتتاحیه‌های تورش در کنار اولیویا رودریگو ظاهر شد. آبرامز «سخت» را به عنوان تک‌آهنگ اصلی اولین آلبوم رسمی‌اش در اکتبر ۲۰۲۲ منتشر کرد.

### ۲۰۲۳-اکنون: «رهایی خوب» و «راز ما»
در ۲۴ فوریه ۲۰۲۳، آبرامز اولین آلبوم خود «رهایی خوب» را منتشر کرد. یک نسخه دیلاکس در ژوئن همان سال منتشر شد. در سراسر سال ۲۰۲۳، آبرامز به عنوان خواننده افتتاحیه در نمایش‌های منتخب قسمت ایالات متحده در تور دوره‌ها در کنار تیلور سوئیفت اجرا کرد، و دوباره در کنار سوئیفت برای نمایش‌های بیشتر در ایالات متحده و کانادا در اواخر سال ۲۰۲۴ بازگشت، همچنین در آخرین نمایش تور دوره‌ها در ونکوور نیز اجرا کرد. او همچنین تور «رهایی خوب» را آغاز کرد، این تور سومین تور رسمی او بود. در ۸ نوامبر ۲۰۲۳، او آهنگ «سدر» را منتشر کرد که در موسیقی متن سریال بوکانیرها قرار گرفت. او نامزد دریافت جایزه بهترین هنرمند جدید برای شصت و ششمین جوایز سالانه گرمی شد. آبرامز در ریمیکس آهنگ «همه جا، همه چیز» از نوح کاهان، که در ۱ دسامبر ۲۰۲۳ منتشر شد و اولین ورود او در بیلبورد هات ۱۰۰ در رتبه ۷۹ بود، حضور یافت. در اواخر همان سال، آبرامز در فهرست فوربس ۳۰ زیر ۳۰ قرار گرفت.
در ۲۹ آوریل ۲۰۲۴، آبرامز انتشار دومین آلبوم خود را با نام راز ما اعلام کرد که در ۲۱ ژوئن ۲۰۲۴ منتشر شد. اولین تک آهنگ، با عنوان «ریسک»، در ۱ مه ۲۰۲۴ منتشر شد. برای حمایت از آلبوم، آبرامز بین ۵ سپتامبر و ۱۰ اکتبر ۲۰۲۴ تور راز ما را در ایالات متحده آغاز کرد. «نزدیک تو» به عنوان دومین تک‌آهنگ در ۷ ژوئن ۲۰۲۴ منتشر شد. این آهنگ پس از اینکه هفت سال قبل کمی از آن توسط آبرامز پخش شده بود، منتشر شد. او در آهنگ «ما» که به عنوان بخشی از آلبوم منتشر شد، با تیلور سوئیفت همکاری کرد، و نامزد بهترین اجرای موسیقی پاپ دو نفره/گروهی در شصت و هفتمین مراسم جوایز گرمی شد.

## هنر و پذیرش
آبرامز جونی میچل، سایمون و گارفونکل، الویس کاستلو، بون ایور، الیوت اسمیت، کیت بوش، ۱۹۷۵، جیمز بلیک، تیلور سوئیفت، لرد، متریک، قاتلان و فیبی بریجرز را به عنوان تأثیرات موسیقی خود ذکر کرده است.
او در تورهایی به تیلور سوئیفت و اولیویا رودریگو پیوسته است.

## کنشگری

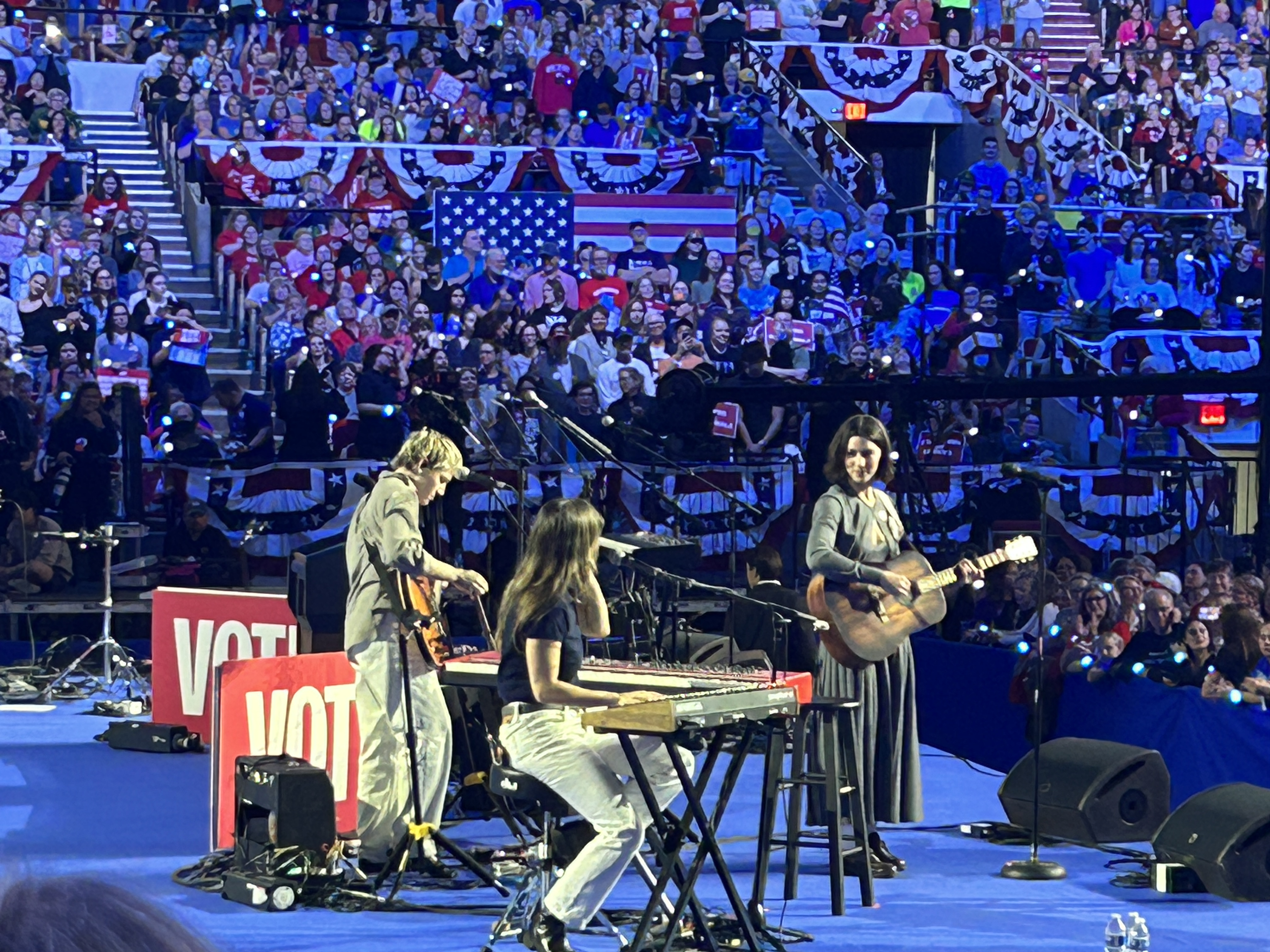
گریسی آبرامز در تجمع کامالا هریس در مدیسون

در مصاحبه ای در سال ۲۰۲۰، آبرامز از بیان دیدگاه‌های شخصی از طریق موسیقی حمایت کرد و گفت: «من نمی‌توانم موسیقی خود را از نظراتم جدا کنم… این یک کلیت است که طرز تفکر من را منعکس می‌کند. شما نباید از صحبت در مورد آنچه که دارید بترسید. ایمان داشته باشید.»
پس از اینکه یک پیش نویس رای فاش شده نشان داد که دیوان عالی ایالات متحده در حال برنامه‌ریزی برای لغو قانونی بودن سقط جنین است که در رو در برابر وید ایجاد شده بود، آبرامز در میان ۱۶۰ هنرمند موسیقی از جمله لورد، کلرو، هالزی، بیلی آیلیش، اولیویا رودریگو و فیبی بریجرز بود که یک قرارداد کامل را امضا کردند تا آگهی صفحه ای در نیویورک تایمز در ماه مه ۲۰۲۲ که دادگاه عالی برنامه‌ریزی شده را محکوم می‌کند، نمایش دهند. در ژوئیه ۲۰۲۲، آبرامز یک تی شرت با نسخه محدود منتشر کرد که کل درآمد حاصل از فروش آن به شبکه ملی صندوق‌های سقط جنین می‌رسید. آبرامز گفت که در حالی که این «تنها بخش کوچکی از یک تلاش گسترده ضد دموکراتیک است که در این کشور در حال انجام است»، او معتقد است که می‌تواند «از پلتفرم [خود] برای تقویت کارشناسان در این لحظه استفاده کند».
آبرامز از کامالا هریس در انتخابات ریاست جمهوری ۲۰۲۴ ایالات متحده حمایت کرد. او در یک گردهمایی هریس در مدیسون، ویسکانسین، در ۳۰ اکتبر ۲۰۲۴ اجرا کرد.

## ترانه‌شناسی

### آلبوم‌های استودیویی
| عنوان       | جزئیات آلبوم                                                                                          | بالاترین جایگاه در جدول | بالاترین جایگاه در جدول | بالاترین جایگاه در جدول | بالاترین جایگاه در جدول | بالاترین جایگاه در جدول | بالاترین جایگاه در جدول | بالاترین جایگاه در جدول | بالاترین جایگاه در جدول | بالاترین جایگاه در جدول | بالاترین جایگاه در جدول | گواهینامه‌ها                                   |
| عنوان       | جزئیات آلبوم                                                                                          | ایالات متحده            | استرالیا                | کانادا                  | آلمان                   | ایرلند                  | هلند                    | نیوزیلند                | سوئد                    | سوئیس                   | پادشاهی متحده           | گواهینامه‌ها                                   |
| ----------- | --- | ----------------------- | ----------------------- | ----------------------- | ----------------------- | ----------------------- | ----------------------- | ----------------------- | ----------------------- | ----------------------- | ----------------------- | --------------------------------------------- |
| «رهایی خوب» | - انتشار: ۲۴ فوریه ۲۰۲۳ - شرکت پخش: اینترسکوپ رکوردز - شیوه پخش: سی‌دی، الی‌پی، دانلود دیجیتالی، استریم | ۵۲                      | ۳۰                      | ۵۵                      | ۱۹                      | ۴                       | —                       | ۴۰                      | —                       | ۹۲                      | ۳                       |                                               |
| «راز ما»    | - انتشار:۲۱ ژوئن ۲۰۲۴ - شرکت پخش: اینترسکوپ - شیوه پخش:سی‌دی، ال‌پی، دانلود دیجیتالی، استریم            | ۲                       | ۱                       | ۱                       | ۳                       | ۲                       | ۱                       | ۲                       | ۸                       | ۵                       | ۱                       | - بی‌پی‌ای:طلا - ام‌سی: پلاتینیوم - آرام‌ان‌زد:طلا |

### آلبوم‌های زنده
| عنوان                                                      | جزئیات                                                        |
| ---------------------------------------------------------- | ------------------------------------------------------------- |
| «رهایی خوب: برنامه‌های آکوستیک (زنده)» (همراه با آرون دسنر) | - انتشار: ۲۳ فوریه ۲۰۲۴ - شرکت پخش: اینترسکوپ - شیوه پخش:ال‌پی |

### پخش‌های اضافه
| عنوان                              | جزئیات                                                                                            | بالاترین جایگاه |
| عنوان                              | جزئیات                                                                                            | ایالات متحده    |
| ---------------------------------- | ------------------------------------------------------------------------------------------------- | --------------- |
| «مینور»                            | - انتشار: ۱۴ ژوئیه ۲۰۲۰ - شرکت پخش: اینترسکوپ - شیوه پخش:ای‌پی، دانلود دیجیتالی، سرویس‌های استریمی  | —               |
| «این همان طوری است که احساس می‌شود» | - انتشار: ۱۲ نوامبر ۲۰۲۱ - شرکت پخش: اینترسکوپ - شیوه پخش:ای‌پی، دانلود دیجیتالی، سرویس‌های استریمی | ۱۴              |
| «زنده از ووو»                      | - برنامه‌ریزی برای انتشار: ۱۷ ژانویه ۲۰۲۵ - شرکت پخش: اینترسکوپ - شیوه پخش: ای‌پی                   | —               |

### تک‌آهنگ‌ها

#### به عنوان خواننده اصلی
| عنوان                                | سال  | بالاترین جایگاه در جدول (به تفکیک کشور) | بالاترین جایگاه در جدول (به تفکیک کشور) | بالاترین جایگاه در جدول (به تفکیک کشور) | بالاترین جایگاه در جدول (به تفکیک کشور) | بالاترین جایگاه در جدول (به تفکیک کشور) | بالاترین جایگاه در جدول (به تفکیک کشور) | بالاترین جایگاه در جدول (به تفکیک کشور) | بالاترین جایگاه در جدول (به تفکیک کشور) | بالاترین جایگاه در جدول (به تفکیک کشور) | بالاترین جایگاه در جدول (به تفکیک کشور) | گواهینامه‌ها                                                                                                 | آلبوم                           |
| عنوان                                | سال  | ایالات متحده                            | AUS                                     | CAN                                     | IRE                                     | NLD                                     | NZ                                      | SWE                                     | SWI                                     | UK                                      | WW                                      | گواهینامه‌ها                                                                                                 | آلبوم                           |
| ------------------------------------ | ---- | --------------------------------------- | --------------------------------------- | --------------------------------------- | --------------------------------------- | --------------------------------------- | --------------------------------------- | --------------------------------------- | --------------------------------------- | --------------------------------------- | --------------------------------------- | --- | ------------------------------- |
| «منظورم است»                         | ۲۰۱۹ | —                                       | —                                       | —                                       | —                                       | —                                       | —                                       | —                                       | —                                       | —                                       | —                                       | | تک‌آهنگ‌های خارج از آلبوم         |
| «بمان»                               | ۲۰۱۹ | —                                       | —                                       | —                                       | —                                       | —                                       | —                                       | —                                       | —                                       | —                                       | —                                       | - ای‌آرای‌ای:طلا                                                                                              | تک‌آهنگ‌های خارج از آلبوم         |
| ۲۱                                   | ۲۰۲۰ | —                                       | —                                       | —                                       | —                                       | —                                       | —                                       | —                                       | —                                       | —                                       | —                                       | - آرآی‌ای‌ای:طلا - ای‌آرای‌ای: طلا - پی‌ام‌بی:                                                                    | Minor                           |
| دلم برایت تنگ شده، متاسفم            | ۲۰۲۰ | —                                       | —                                       | —                                       | ۲۰                                      | ۹۸                                      | —                                       | —                                       | —                                       | ۸۱                                      | —                                       | - آرآی‌ای‌ای:طلا - ای‌آرای‌ای: پلاتینیوم - بی‌پی‌آی: طلا - آی‌اف‌پی‌آی: طلا - پی‌ام‌بی:پلاتینیوم - آرام‌ان‌زد: پلاتینیوم | Minor                           |
| «آستین‌های بلند»                      | ۲۰۲۰ | —                                       | —                                       | —                                       | —                                       | —                                       | —                                       | —                                       | —                                       | —                                       | —                                       | | Minor                           |
| «دوست»                               | ۲۰۲۰ | —                                       | —                                       | —                                       | —                                       | —                                       | —                                       | —                                       | —                                       | —                                       | —                                       | | Minor                           |
| «تند آتش»                            | ۲۰۲۰ | —                                       | —                                       | —                                       | —                                       | —                                       | —                                       | —                                       | —                                       | —                                       | —                                       | | تک‌آهنگ بدون آلبوم               |
| «یادنگرفتن» (همراه با بنی بلانکو)    | ۲۰۲۱ | —                                       | —                                       | —                                       | —                                       | —                                       | —                                       | —                                       | —                                       | —                                       | —                                       | | Friends Keep Secrets 2          |
| «بهم ریخته»                          | ۲۰۲۱ | —                                       | —                                       | —                                       | —                                       | —                                       | —                                       | —                                       | —                                       | —                                       | —                                       | - ای‌آرآی‌ای: طلا - پی‌ام‌بی: طلا                                                                               | تک‌آهنگ بدون آلبوم               |
| «احساس می‌شود»                        | ۲۰۲۱ | —                                       | —                                       | —                                       | —                                       | —                                       | —                                       | —                                       | —                                       | —                                       | —                                       | - آرآی‌ای‌ای: طلا - ای‌آرای‌ای: طلا                                                                             | این همانطوری است که احساس می‌شود |
| «راکلند»                             | ۲۰۲۱ | —                                       | —                                       | —                                       | —                                       | —                                       | —                                       | —                                       | —                                       | —                                       | —                                       | | این همانطوری است که احساس می‌شود |
| «بسیار خب»                           | ۲۰۲۱ | —                                       | —                                       | —                                       | —                                       | —                                       | —                                       | —                                       | —                                       | —                                       | —                                       | | این همانطوری است که احساس می‌شود |
| «جلوی خودم را بگیرم»                 | ۲۰۲۲ | —                                       | —                                       | —                                       | —                                       | —                                       | —                                       | —                                       | —                                       | —                                       | —                                       | | «رهایی خوب»                     |
| «سخت»                                | ۲۰۲۲ | —                                       | —                                       | —                                       | —                                       | —                                       | —                                       | —                                       | —                                       | —                                       | —                                       | | «رهایی خوب»                     |
| «حالا کجا بریم؟»                     | ۲۰۲۳ | —                                       | —                                       | —                                       | —                                       | —                                       | —                                       | —                                       | —                                       | —                                       | —                                       | | «رهایی خوب»                     |
| «آمیلی»                              | ۲۰۲۳ | —                                       | —                                       | —                                       | —                                       | —                                       | —                                       | —                                       | —                                       | —                                       | —                                       | | «رهایی خوب»                     |
| «می‌دانم که کار نخواهد کرد»           | ۲۰۲۳ | —                                       | —                                       | —                                       | —                                       | —                                       | —                                       | —                                       | —                                       | —                                       | —                                       | - ای‌آرای‌ای: طلا                                                                                             | «رهایی خوب»                     |
| همه چیز، همه‌جا" (همراه با نوح کاهان) | ۲۰۲۳ | ۷۹                                      | —                                       | ۶۰                                      | ۴۹                                      | —                                       | —                                       | —                                       | —                                       | ۷۲                                      | —                                       | - آرای‌ای‌ای:طلا - بی‌پی‌آی: نقره - ام‌سی:پلاتینیوم                                                              | استیک سیزن (آلبوم)              |
| «ریسک»                               | ۲۰۲۴ | ۹۴                                      | ۷۹                                      | ۶۴                                      | ۴۸                                      | —                                       | —                                       | —                                       | —                                       | ۶۷                                      | —                                       | - ای‌آرآی‌ای: طلا - ام‌سی: پلاتینیوم                                                                           | راز ما                          |
| «نزدیک تو»                           | ۲۰۲۴ | ۴۹                                      | ۳۴                                      | ۴۰                                      | ۱۰                                      | —                                       | ۳۱                                      | —                                       | —                                       | ۳۱                                      | ۵۹                                      | - ای‌آرآی‌ای: پلاتینیوم - بی‌پی‌آی: نقره - ام‌سی: طلا - آرام‌ان‌زد:پلاتینیوم                                       | راز ما                          |
| «عاشقتم، متاسفم»                     | ۲۰۲۴ | ۱۹                                      | ۷                                       | ۱۴                                      | ۱                                       | ۹                                       | ۵                                       | ۳۲                                      | ۴۰                                      | ۴                                       | ۱۴                                      | - آرای‌ای‌ای: طلا - بی‌پی‌آی:طلا - ام‌سی:پلاتینیوم - آرام‌ان‌زد:پلاتینیوم                                          | راز ما                          |
| «خیلی درست است»                      | ۲۰۲۴ | ۶                                       | ۱                                       | ۱                                       | ۱                                       | ۱                                       | ۱                                       | ۲                                       | ۲                                       | ۱                                       | ۴                                       | - بی‌پی‌آی: طلا - ام‌سی: طلا - آرام‌ان‌زد: طلا                                                                   | «راز ما (دیلاکس)»               |

#### به عنوان هنرمند همراه کننده
| عنوان                                   | سال  | آلبوم             |
| --------------------------------------- | ---- | ----------------- |
| «پد تای» (تی‌جانی به همراه گریسی آبرامز) | ۲۰۱۷ | تک‌آهنگ بدون آلبوم |

### دیگر ترانه‌های قرار گرفته در جدول
| «دود متحرک»                                                                  | ۲۰۲۴ | —  | —  | —  | —  | —  | —  | —  | —  | «راز ما»          |
| ما (به همراه تیلور سوئیفت)                                                   | ۲۰۲۴ | ۳۶ | ۲۵ | ۳۱ | ۳۵ | ۸۵ | ۳۰ | ۳۷ | ۳۴ | «راز ما»          |
| «عشق سخت»                                                                    | ۲۰۲۴ | —  | —  | —  | —  | —  | —  | —  | —  | «راز ما»          |
| «باحال»                                                                      | ۲۰۲۴ | —  | —  | —  | —  | —  | —  | —  | —  | «راز ما (دیلاکس)» |
| «به تو چیزهایی گفتم»                                                         | ۲۰۲۴ | —  | —  | —  | —  | —  | —  | —  | —  | «راز ما (دیلاکس)» |
| «جمع کردن‌اش»                                                                 | ۲۰۲۴ | —  | —  | —  | —  | —  | —  | —  | —  | «راز ما (دیلاکس)» |
| "—" denotes a song that did not chart or was not released in that territory. |      |    |    |    |    |    |    |    |    |                   |

### حضور به عنوان مهمان
| عنوان | سال  | هنرمند (های) دیگر | آلبوم             |
| ----- | ---- | ----------------- | ----------------- |
| «سدر» | ۲۰۲۳ | None              | بوکانیرها:فصل اول |